# Castillo Hartenfels
El castillo Hartenfels (en alemán: Schloss Hartenfels) es un castillo residencial de Alemania erigido en la ciudad de Torgau, Sajonia (sureste del país), construido entre 1470 y 1673 o 1623 sobre las ruinas una fortaleza preexistente del siglo X. Mezcla de estilos, gótico, renacentista y barroco, es uno de uno de los mayores castillos de principios del Renacimiento mejor conservado de Alemania.
En el castillo fue redactado el Torgauer Artikel, que es el conjunto de principios en los que se basan la confesiones de Augsburgo de 1530.

## Descripción

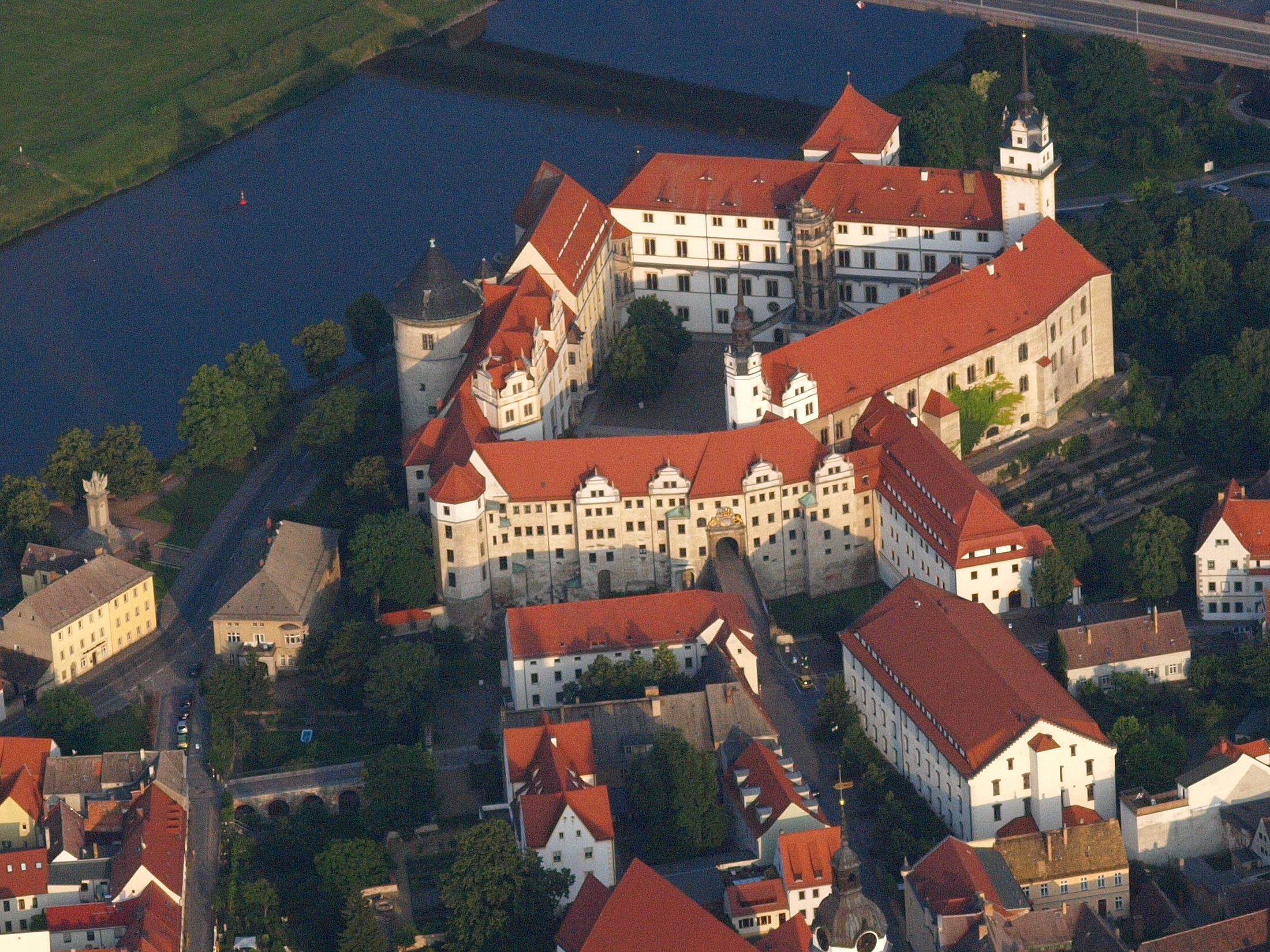
Vista aérea del castillo Hartenfels

El castillo está ubicado en el n.º 27 de Schlossstraße y está situado a lo largo del río Elba, desde el cual son claramente visibles las torres.
Entre las partes principales del castillo, se encuentra el patio, al que se puede acceder a través del Theaterflügel y frente al cual se encuentra el Großer Wendelstein. En el patio del castillo se llevan a cabo actuaciones y otros eventos culturales.
El castillo también está vinculado a los llamados "osos de Torgau": la caza de osos en la zona del castillo está certificada desde 1425. La tradición de la caza de osos fue suprimida en el siglo XVIII.

## Historia

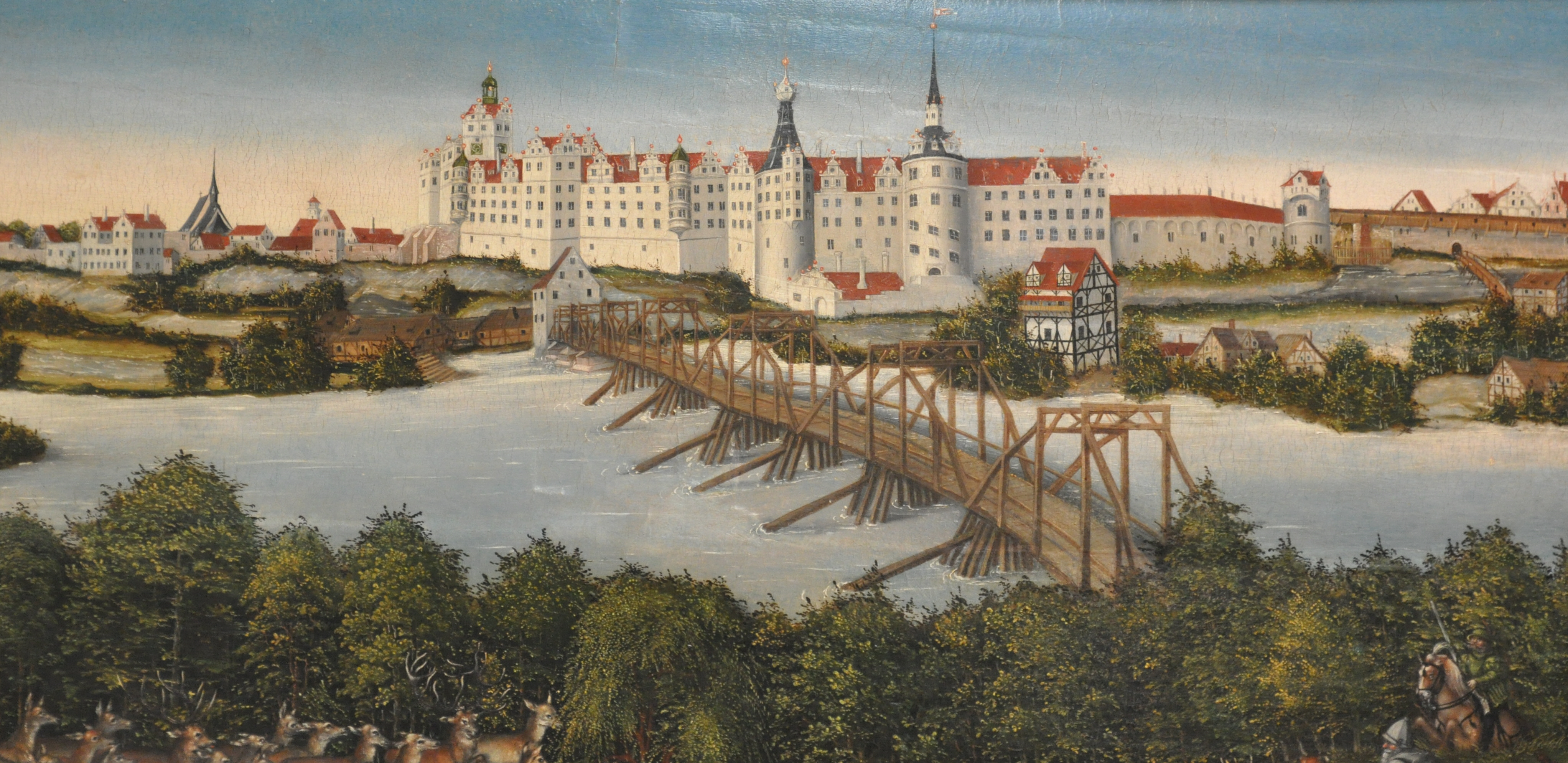
El castillo Hartenfels en una pintura de Lucas Cranach el Joven de 1544

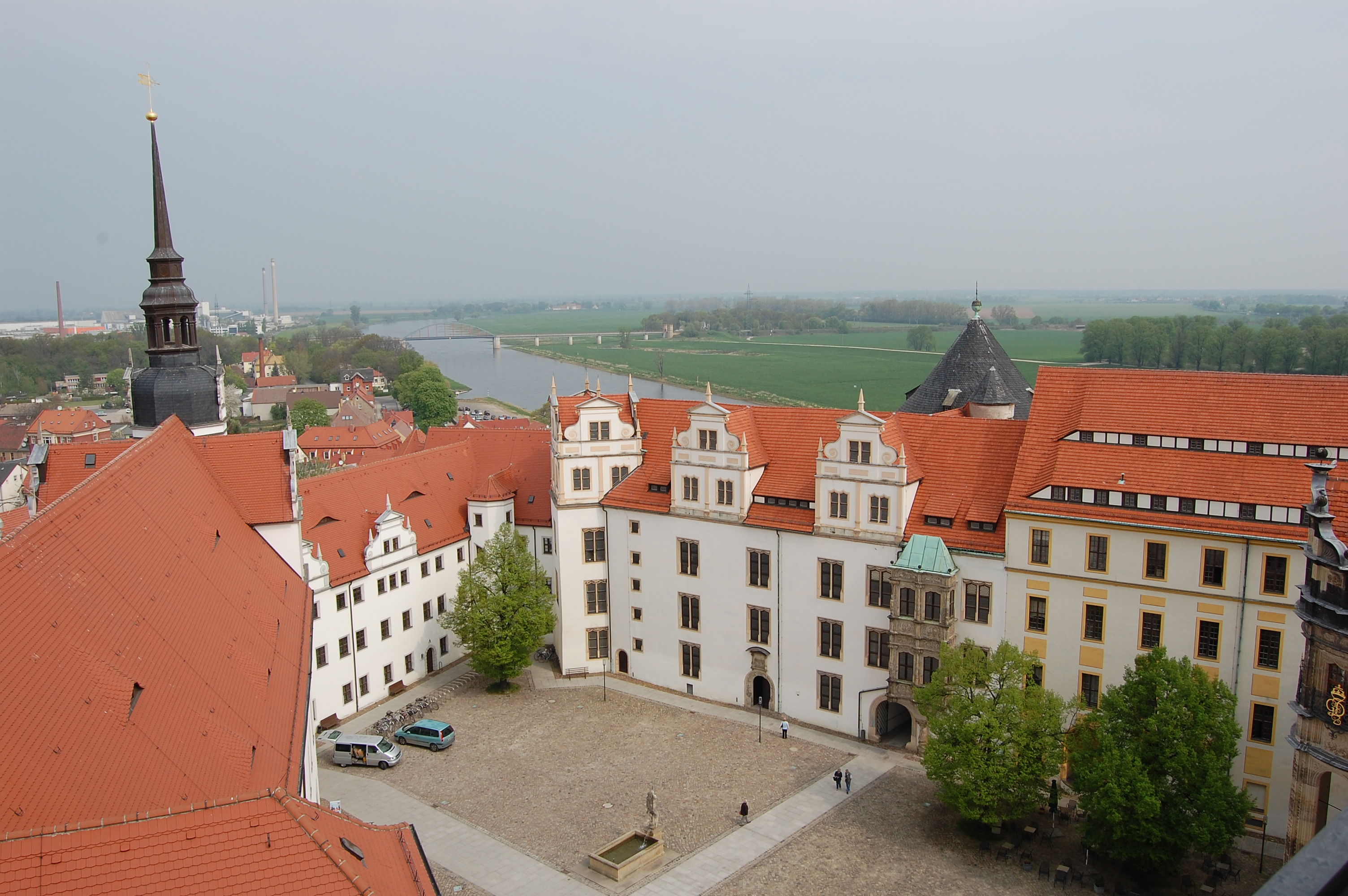
Vista aérea del castillo

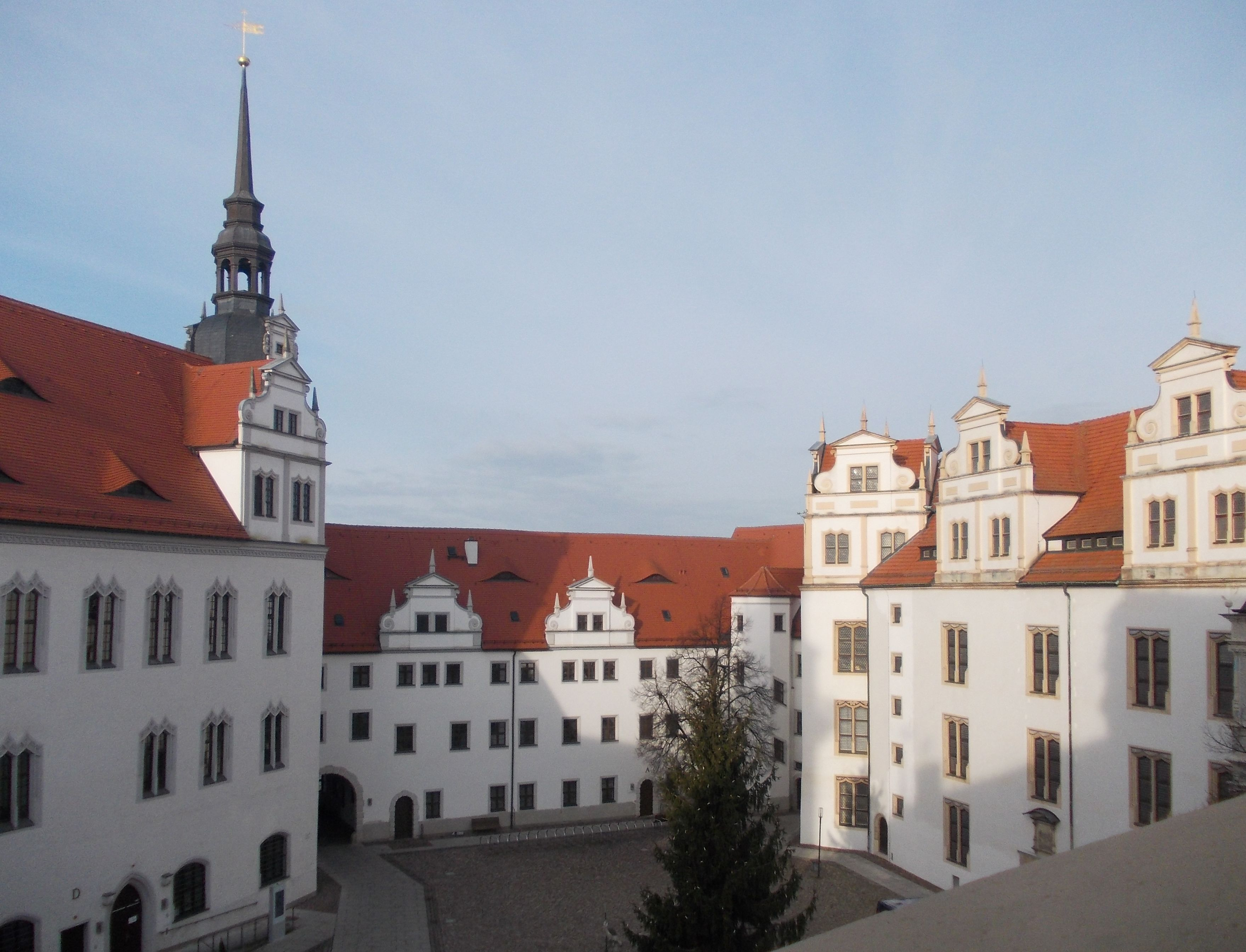
El patio del castillo

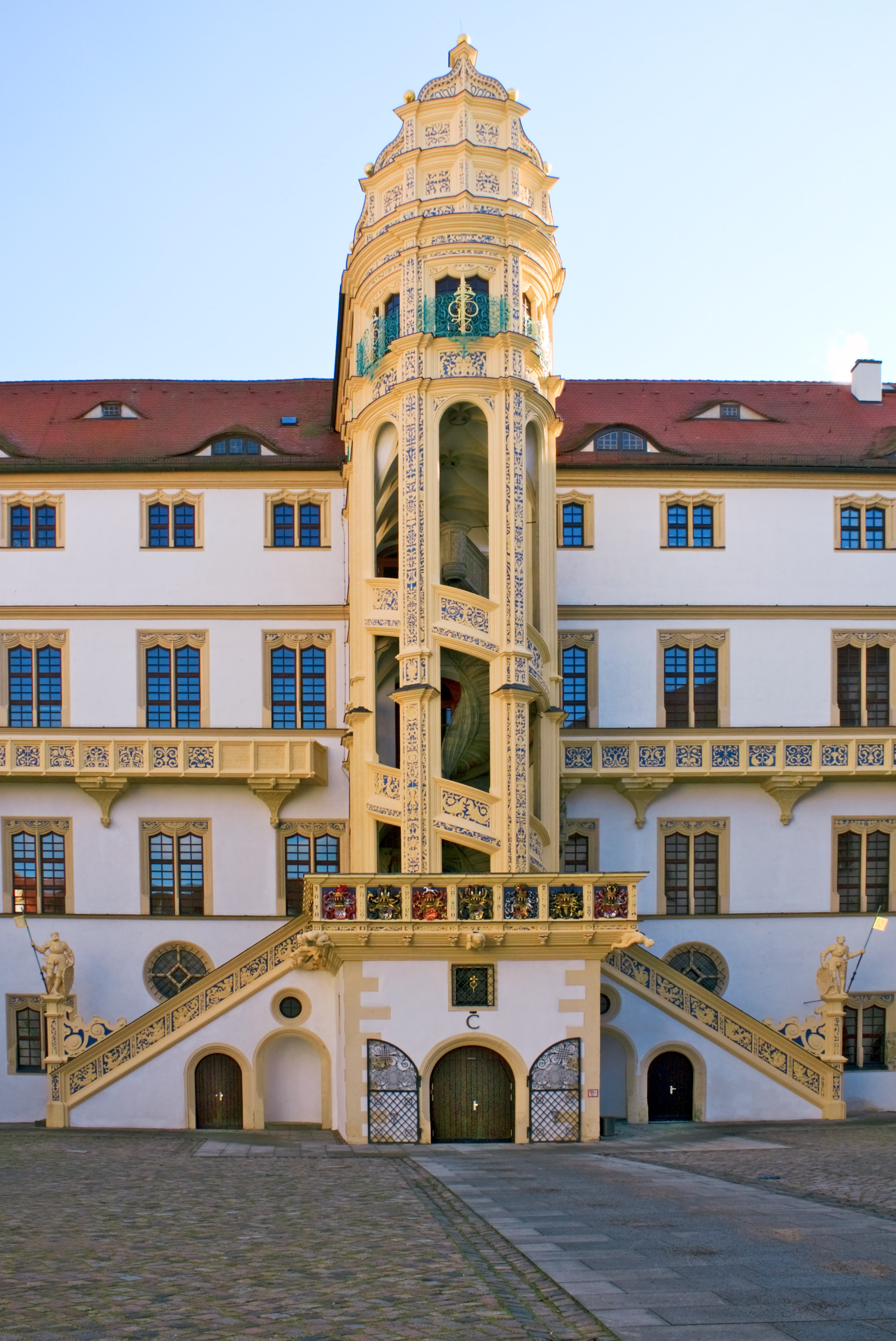
El Großer Wendelstein

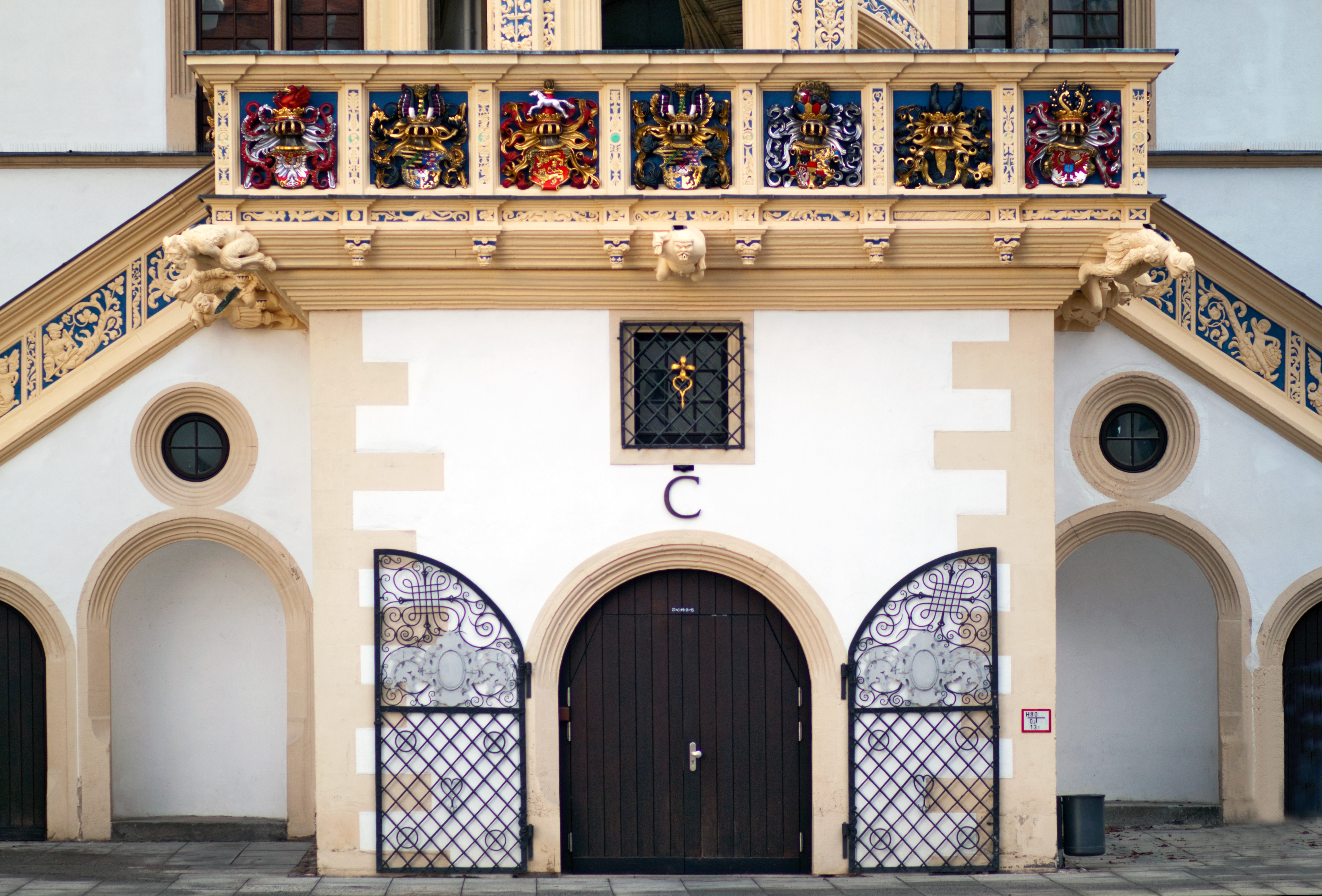
Stemmi en el Großer Wendelstein

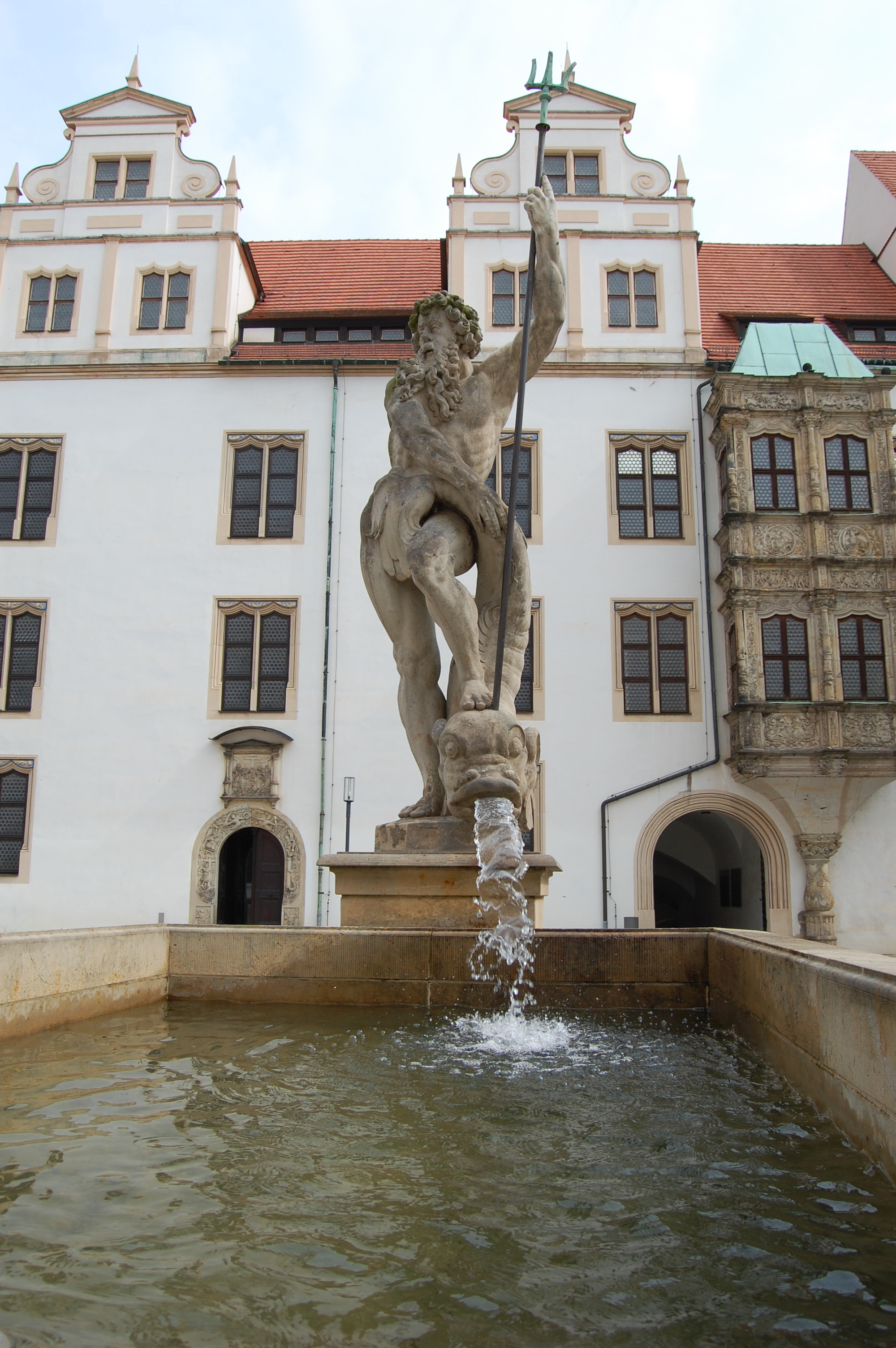
La fuente de Neptuno

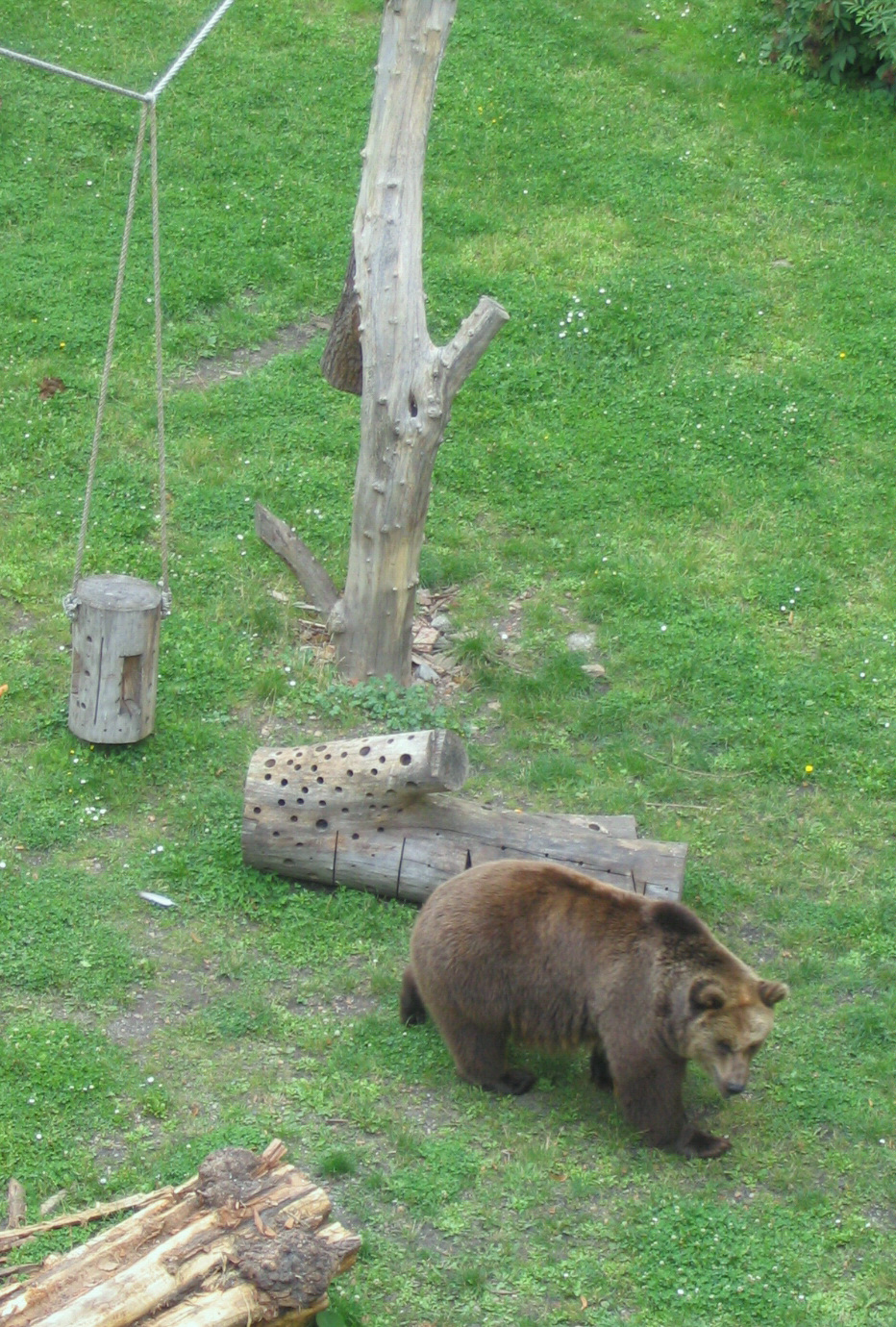
Oso en el castillo Hartenfels

La fortaleza original en la que se encuentra el castillo Hartenfels está certificada desde 973. La construcción del castillo actual fue encargada por el príncipe elector en 1470. Las primeras obras de construcción comenzaron bajo la dirección de Konrad Pflüger. Las obras de ampliación del complejo continuaron en 1540 bajo la dirección de Andreas Günter y Nickel Gromann.
En 1627, se representó en el castillo la primera ópera de lengua alemana, Daphne, de Heinrich Schütz. En 1633, el castillo fue saqueado por las tropas suecas durante la Guerra de los Treinta Años.
En 2004, el castillo Hartenfels acogió la segunda edición de la Sächsische Landesausstellung ("Exposición de la Tierra de Sajonia").

## Puntos de interés

### Albrechtspalais
Entre las partes más antiguas del complejo, se encuentra el Albrechtspalais, construido en estilo gótico tardío entre 1470 y 1485.

### Großer Wendelstein
Entre las partes más interesantes figura el Großer Wendelstein, ubicado en el ala C del complejo: construido entre 1533 y 1536/1537 por orden de Giovanni Federico I de Sajonia, es considerado uno de los incunables "de la arquitectura renacentista.
La fachada recuerda por simetría y por su carácter monumental, las fachadas de los castillos renacentistas franceses. Tiene una escalera de caracol externa llamada la "escalera imposible" creada por Konrad Krebs.

### Kleiner Wendelstein
Presenta uno sporto in stile rinascimentale retto da un pilastro decorato con candelabri, figure femminili e scene di guerra.
El Kleiner Wendelstein fue construido en estilo barroco entre 1616 y 1623. Presenta una exhibición de estilo renacentista sostenida por un pilar decorado con candelabros, figuras femeninas y escenas de guerra.

### Schlosskapelle
En el área del castillo también está la Schlosskapelle ('capilla del castillo'), una de las primeras iglesias consagradas al protestantismo por Martín Lutero en 1544.
Entre los principales puntos de interés, está el altar, construido en 1544 por Simon Schröter y Stefan Hermsdorf.

## El castillo Hartenfels en la cultura popular
La escala del Großer Wendelstein aparece en la película de 1971 Dornröschen